# Irish Ferries
Irish Ferries är ett irländskt rederi som bedriver färjetrafik mellan Frankrike och Irland på två rutter, Cherbourg–Rosslare och Roscoff–Rosslare, samt över Irländska sjön från Holyhead till Dublin och från Pembroke Dock till Rosslare.
Rederiet representeras i Skandinavien av Ferry Center i Ystad.